# Chính sách thị thực của Bahamas

Nhãn thị thực du kháhc Bahamas

Dấu nhập cảnh Bahamas

Du khách đến Bahamas phải xin thị thực từ một trong những phái bộ ngoại giao của Bahamas hoặc phái bộ ngoại giao của Anh Quốc trừ khi họ đến từ một trong những quốc gia được miên thị thực.

## Bản đồ chính sách thị thực

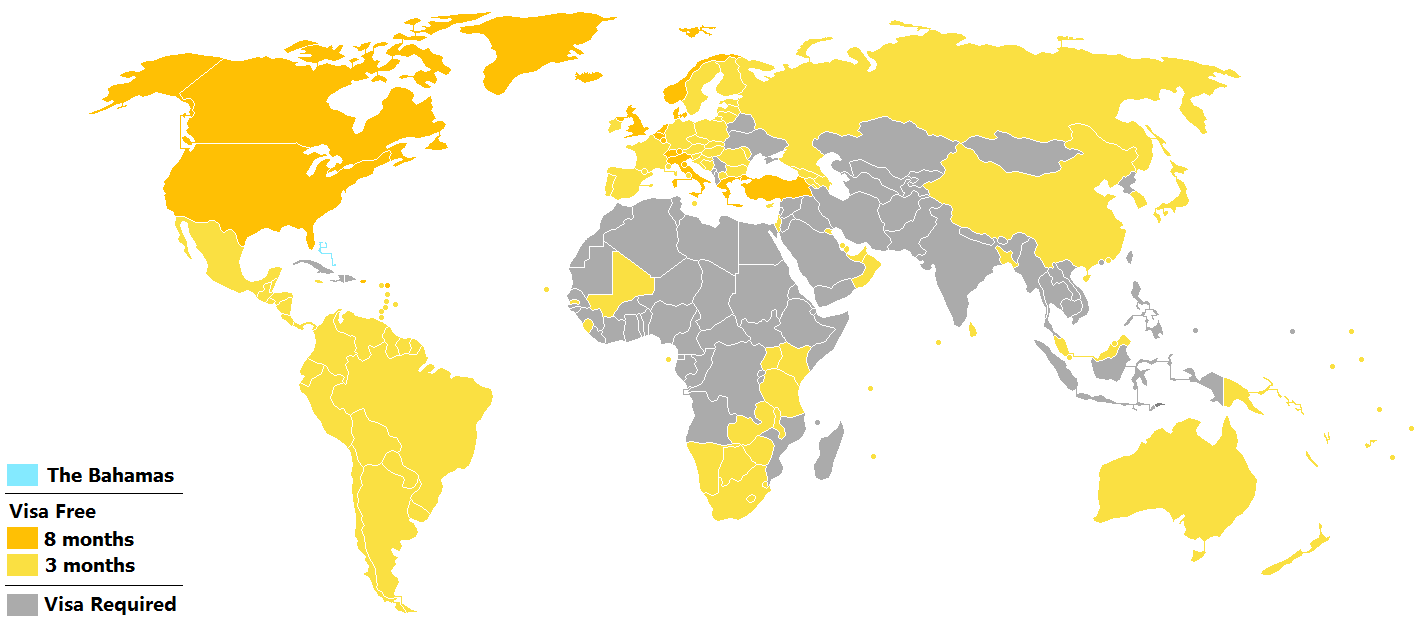
Chính sách thị thực của Bahamas
Bahamas
Miễn thị thực - 8 tháng
Miễn thị thực - 3 tháng
Cần xin thị thực

## Chính sách thị thực
Công dân của 120 quốc gia và vùng lãnh thổ sau có thể đến Bahamas 3 tháng không cần thị thực:
| - Tất cả công dân Liên minh Châu Âu1 - Andorra - Antigua và Barbuda2 - Argentina - Armenia - Úc - Azerbaijan - Bahrain - Bangladesh - Barbados - Belize - Bolivia - Bosna và Hercegovina - Botswana - Brasil - Brunei - Canada2 4 - Cabo Verde - Chile - Trung Quốc - Colombia - Costa Rica - Dominica - Ecuador | - El Salvador - Fiji - Gambia - Gruzia - Grenada - Guatemala - Guyana - Honduras - Hồng Kông - Iceland2 - Israel - Jamaica - Nhật Bản - Kenya - Kiribati - Kuwait - Lesotho - Liechtenstein2 - Macedonia - Malawi - Malaysia - Maldives - Mali - Quần đảo Marshall | - Mauritius - Mexico - Moldova - Monaco - Namibia - Nauru - New Zealand - Nicaragua - Na Uy2 - Oman - Panama - Papua New Guinea - Paraguay - Peru - Qatar - Nga - Samoa - Sao Tome và Principe - Seychelles - Sierra Leone - Singapore - Quần đảo Solomon - Nam Phi - Hàn Quốc | - Sri Lanka - Saint Kitts và Nevis - Saint Lucia - Saint Vincent và Grenadines - San Marino2 - Suriname - Swaziland - Thụy Sĩ2 - Tanzania - Tonga - Trinidad và Tobago - Thổ Nhĩ Kỳ2 - Tuvalu - Uganda - Các Tiểu vương quốc Ả Rập Thống nhất - Hoa Kỳ3 4 - Uruguay - Vanuatu - Thành Vatican - Venezuela - Zambia - Zimbabwe |  |

1 - 8 tháng đối với Bỉ, Đan Mạch, Hy Lạp, Ý, Luxembourg, Hà Lan, và Anh Quốc (chỉ với công dân Anh), 3 tháng với các loại quốc tịch Anh khác và các quốc gia khác.

2 - 8 tháng.

3 - 8 tháng, 3 tháng đối với công dân Mỹ hoặ công dân định cư tại Guam, Quần đảo Bắc Mariana, Samoa thuộc Mỹ, Puerto Rico và Quần đảo Virgin thuộc Mỹ.

4 - bao gồm người sở hữu thẻ cư dân thường trú được miễn thị thực tối đa 30 ngày.
Người sở hữu hộ chiếu ngoại giao hoặc công vụ của Haiti và Cuba được miễn thị thực đến Bahamas.

## Hành khách tàu du lịch
Du khách trên tàu du lịch đến Bahamas phải xin thị thực. Cả nhập và xuất cảnh đều phải bằng tàu du lịch.

## Thống kê du khách
Hầu hết du khách đến Bahamas đều đến từ các quốc gia sau:
| quốc gia  | 2015      | 2014      | 2013      |
| --------- | --------- | --------- | --------- |
| Hoa Kỳ    | 1.146.272 | 1.107.328 | 1.067.355 |
| Canada    | 151.739   | 144.141   | 123.744   |
| Anh Quốc  | 28.022    | 23.831    | 24.006    |
| Pháp      | 13.353    | 13.288    | 14.004    |
| Đức       | 9.906     | 10.059    | 8.934     |
| Ý         | 8.815     | 9.102     | 8.362     |
| Brasil    | 8.388     | 9.350     | 8.880     |
| Jamaica   | —         | —         | 6.291     |
| Thụy Sĩ   | 5.751     | 5.489     | 5.045     |
| Argentina | 5.090     | 4.805     | 5.047     |
| Tổng      | 1.483.915 | 1.427.066 | 1.365.586 |